# リングサイド
『リングサイド』（原題：擂台旁邊）は、林育徳（リン・ユゥダー）執筆の文芸作品。2016年夏に台湾で発売され、2021年2月に小学館から日本語版が発売された。

## 概要
台湾ではマイナーエンターテイメントとされる「プロレス」をテーマに、市井の老若男女の、プロレスを含む特別な、あるいは日常風景を描く連作短編集。
国立東華大学華文文学部大学院創作コース(東華大学華文文學系 碩士班創作組)での卒業制作として執筆を開始。「阿嬤的綠寶石（ばあちゃんのエメラルド）」が第18回台北文学賞小説部門大賞を受賞し、単行本として出版された。
台湾で現実に起こったプロレスの史実を土台に、台湾の田舎町・花蓮を舞台にしており、失われていく風景を交えて描く。著者である林育徳の故郷も花蓮であるが、「特に自分の体験を意識して、小説に書き込んだわけではない」としている。
日本語版では西加奈子、棚橋弘至が帯に推薦のコメントを寄せた。

## 収録話
- 退任の辞
- タイガーマスク
- 西海広場
- 紅蓮旅社
- 無観客試合
- テーブル、はしご、椅子
- ばあちゃんのエメラルド[4]
- オレンジアナウンサー失踪事件
- パジロ
- 青い夜行列車